# Time Stalkers
Time Stalkers — ролевая компьютерная игра, разработанная японской компанией Climax Entertainment и изданная Sega для платформы Dreamcast в 1999 году.

## Игровой процесс
Time Stalkers представляет собой компьютерную игру в жанре RPG. Игрок управляет свордом, который обнаружил таинственную книгу. Прочитав несколько страниц, он перенёсся в загадочный мир, сотканный из элементов разных эпох и территорий.

## Восприятие
| Сводный рейтинг    | Сводный рейтинг |
| Агрегатор          | Оценка          |
| ------------------ | --------------- |
| GameRankings       | 51,98 %         |
| Иноязычные издания |                 |
| Издание            | Оценка          |
| Game Informer      | 6,5/10          |
| IGN                | 6,5/10          |

Игра получила смешанные отзывы игровой прессы. Сайт-агрегатор оценок GameRankings поставил игре 51,98 % на основании 20 рецензий.